# Norman Tindale
Norman Barnett Tindale AO (Perth, 12 oktober 1900 – Palo Alto, 19 november 1993) was een Australische entomoloog, antropoloog, archeoloog en etnograaf. Hij is vooral bekend omwille van het in kaart brengen van de verschillende groepen Australische Aborigines. Hij leverde daarenboven een niet onbelangrijke bijdrage aan de overwinning van de geallieerden tijdens de Tweede Wereldoorlog.

## Leven
Tindale werd geboren in West-Australië in 1900. Zijn familie verhuisde naar Tokio waar hij van 1907 tot 1915 leefde. Vader James Hepburn Tindale werkte als boekhouder voor de missie van het Leger des Heils in Japan. Zijn moeder Mary Jane (née Barnett) was missionaris. Tindale volgde les aan de Amerikaanse School Japan.
In augustus 1915 keerde de familie terug naar Perth. In februari 1917 verhuisde ze naar Adelaide. Tindale werd er samen met Mark Oliphant hulpbibliothecaris aan de Adelaide Public Library. In januari 1919 begon hij als assistent-entomoloog van Arthur Mills Lea voor het South Australian Museum (SAM) te werken. Zeer vroeg reeds had Tindale zich de gewoonte eigen gemaakt notities te nemen van alles wat hij zag en die notities 's avonds te klasseren. Die gewoonte zou hij zijn verdere leven aanhouden en zou aan de basis liggen van het enorme archief dat hij naliet. Tijdens een expeditie in het biosfeerreservaat El Pinacate y Gran Desierto de Altar, merkte expeditielid Hayden op dat Tindale 's nachts, bij het licht van een zaklantaarn, aan het schrijven was terwijl iedereen reeds sliep. Volgens Hayden was Tindale de best georganiseerde man die hij ooit had ontmoet.
Enkele maanden na zijn toetreding tot het SAM verloor Tindale het zicht in een oog door een acetyleen-gasexplosie terwijl hij zijn vader bijstond tijdens het ontwikkelen van een filmrolletje. Op 27 december 1924 huwde hij Dorothy May Gibson waarmee hij twee kinderen zou krijgen.
In 1926 was Tindale stichtend lid van de Anthropological Society of South Australia. Hij werd in 1928 aan het SAM gepromoveerd tot Curator of Anthropology, een positie die hij zou aanhouden tot 1962.
In maart 1933 behaalde Tindale een Bachelor of Science aan de universiteit van Adelaide. Hij had toen reeds 31 papers gepubliceerd over antropologische, entomologische en ornithologische onderwerpen.
Tijdens de Tweede Wereldoorlog werkte Tindale voor de Royal Australian Air Force. In 1949 werd hij voorzitter van de Royal Society of South Australia. Van 1952 tot 1966 was hij er ere-bibliothecaris. In 1958 werd Tindale gastprofessor antropologie aan de universiteit van Californië - Los Angeles. Hij werd vanaf 1958 lid van het Committee on National Parks and Reserves van de Australian Academy of Science.
Tindale ging in 1965, na een 49-jaar lange loopbaan aan het SAM, op pensioen. Hij bleef er Honorary Research Associate tot aan zijn dood. Hij had tijdens zijn loopbaan aan het SAM een honderdtal bijkomende papers geschreven die meestal in vooraanstaande vakbladen werden gepubliceerd. De University of Colorado kende hem in 1967 een eredoctoraat toe. Pas jaren later, in 1980, werd hem in Australië eenzelfde eer bewezen. De Australian National University kende hem toen een eredoctoraat toe.
Na zijn pensionering was Tindale nog gastprofessor antropologie aan de universiteit van Colorado (1966-67 en 1970-71) en aan de universiteit van Californië (1967-68).
In 1969 stierf zijn eerste vrouw, Dorothy May Gibson, met wie hij 45 jaar getrouwd was geweest, aan leukemie. In 1970 hertrouwde hij met Muriel Nevin en woonde tot zijn dood in Palo Alto in Californië. Hij reisde wel nog voor onderzoeksdoeleinden naar Australië. In Noord-Amerika reisde hij rond om vlinders te verzamelen. Tindale stierf op 19 november 1993 in Palo Alto.

## Werk
Tindales interesses en werk besloegen een zestal onderzoeksdomeinen. Hij bestudeerde ze zijn hele carrière, soms apart, meestal samen. In de entomologie was hij vooral geïnteresseerd in de meest primitieve mottensoorten. De kustlijnen uit het pleistoceen waren in de geologie zijn favoriete onderwerp. De opgedane ecologische en geologische kennis trachtte hij samen te brengen met zijn archeologisch werk om een breder inzicht te krijgen vanwaaruit dan weer betere meer specifieke kennis kon worden betrokken. De linguïstiek, antropologie en etnografie van de Aborigines werden samen bestudeerd maar evengoed vermengd met geologische, archeologische en entomologische kennis. De larven van sommige mottensoorten die hij als entomoloog bestudeerde, werden bijvoorbeeld gegeten en benoemd door de Aborigines die hij bestudeerde als antropoloog/etnograaf/linguïst.
Tindale voerde doorheen zijn carrière meer dan zeven jaar veldwerk uit wat neer komt op ongeveer twee maanden per jaar. Volgens een collega leek hij zichzelf niet te zijn op een bureau en was er niet veel aanmoediging nodig om hem het veld in te krijgen. Tindale werd ecologist door zijn geologische studies onder Douglas Mawson, de studie van de geografie onder Grenfell Price en zijn interesse in de publicaties van Wallace. Zijn contacten met de Aborigines, voor wie de studie van de habitat van planten en dieren van levensbelang was, versterkten dit nog.

### Entomologie
Tindale verzamelde en classificeerde reeds op tienjarige leeftijd vlinders in Japan. In de jaren 1920 begon Tindale de kennis over veenmollen en over  de Australische Archimantis, een soort uit de familie Mantidae van de orde van de bidsprinkhanen, te herzien. Zijn herzieningen zouden nog decennia tot de standaard in het vakgebied behoren.
Tindale schreef over een periode van meer dan dertig jaar, beginnend in 1932, verschillende papers over de wortelboorders uit de orde van de vlinders. De nauwkeurige bestudering van het mannelijke lid van de verschillende soorten vormde het vertrekpunt tot een preciezere classificatie. Tot de Tweede Oorlog was dit de enige herziening die de mannelijke geslachtsorganen in beschouwing nam. Het bezorgde hem een internationale reputatie als entomoloog en het maakte hem een autoriteit in het vakgebied van de motten. Zijn langdurige studie en aandacht voor evolutionaire gevolgen zorgden ervoor dat zijn kennis ver buiten het vakgebied invloed had en zijn inzichten werd opgenomen in de algemene geschiedenis van de evolutie van de Australische fauna.
In 1945 ontdekte Tindale fossielen van de Mesochorista proavita (Eoses triassica), een uitgestorven schorpioenvlieg, in het Mt. Crosby Insect Bed in Queensland.

### Archeologie
Door zijn interesse in geologie maakte Tindale gebruik van stratigrafie tijdens zijn archeologische excursies. Hij was de eerste in Australië om het door de eeuwen heen veranderend zeeniveau te gebruiken voor dateringen. Hij bewaarde ook houtskoolresten met het oog op de C14-dateringsmethode die voorspeld was.
Volgens Edmund Gill viel Tindales archeologische werk op doordat hij de archeologische sites bestudeerde vanuit een antropologisch, geologisch en paleologisch perspectief. Tindale speelde een cruciale rol bij Australiës eerste echte wetenschappelijke opgraving in 1929 in Devon Downs nabij Swan Reach langs de rivier Murray. Tindale bewees er voor het eerst dat de Aboriginnes reeds duizenden jaren in Australië leefden en dat ze zich aangepast hadden aan de veranderende leefomgeving.
Tindale verzamelde duizenden archeologische en etnografische artefacten. Door zijn nauwgezette werkwijze kunnen deze nog van belang zijn voor toekomstige onderzoekers.

### Etnografie
Tindales eerste etnografische expeditie naar het schiereiland Cobourg en de golf van Carpentaria had plaats in 1921-22. Zijn hoofddoel was entomologische specimen te verzamelen voor het SAM. Tindales directeur Edgar Waite zag etnografische mogelijkheden in de expeditie en verwees Tindale naar Baldwin Spencer, Australiës bekendste antropoloog in die tijd. Spencer gaf Tindale zijn kopij van de Notes and Queries in Anthropology, een handleiding voor veldonderzoek, en raadde hem aan om onder alle omstandigheden een dagboek met dagelijkse observaties bij te houden. Hij leerde Tindale ook de 'Geographic I'-methode voor taaltransscriptie aan. Die zou de basis vormen voor Tindales unieke collectie van 150 Australische aborigineswoordenschatten.
Zijn familiale achtergrond maakte het Tindale mogelijk zich aan te sluiten bij de Church Missionary Society of Australia and Tasmania die het noorden van Australië wilden evangeliseren. Hij zocht, samen met de missionaris Hubert E. Warren, een half jaar naar een geschikte plaats voor een anglicaanse missie. Het resultaat was de Emerald River Mission op Groote Eylandt. Vervolgens verbleef hij negen maanden op het vasteland in het gebied rond de rivier Roper. Tindale schreef er (de eerste) twee lijvige rapporten over de Warnindhilyagwa Aborigines, voorheen bekend als de Ingura. Hij  verzamelde er meer dan 500 artefacten. Tindales aboriginesgids, de Ngandi-man Maroadunei, bracht hem toen het concept van de grenzen van de tribale grondgebieden bij, "voorbij welke het gevaarlijk was zich zonder afdoende identificatie te bewegen".
De Board for Anthropological Research, gevestigd aan de universiteit van Adelaide, en vooral haar voorzitter J.B. Cleland, moedigde Tindales ecologische en holistische aanpak verder aan. Ze organiseerden in de maand augustus in de jaren 1920-30 zomerexcursies met het oog op het verzamelen van fysiologische en sociologische informatie over de Aborigines die nog weinig of geen contact met Europeanen hadden gekend. Cleland zorgde ervoor dat de informatie in een ecologisch raamwerk werd opgenomen en spoorde de deelnemers aan kennis over geologie, fauna en flora te incorporeren. Tindales taak bestond er tijdens de excursies in de individuele identiteit van de Aborigines vast te stellen, de sociale en totemachtergrond te beschrijven en de genealogische relaties te achterhalen. Het leverde Tindale inzichten op in de verwantschappen tussen de Aborigines en de voortplantingsregels bij de verschillende aboriginesgemeenschappen over heel Australië.
De Adelaide Board for Anthropological Research begon in 1926 ook met het filmen van het aboriginesleven. Over een periode van elf jaar produceerden ze meer dan tien uur film over de vele aspecten van het aboriginesleven. Tindale produceerde de film. Het camerawerk werd door E.O.Stocker uitgevoerd. Materiële cultuur, jacht- en verzamelpraktijken, kookkunst, wannen, technologie, besnijdenisrituelen en andere ceremoniën en hun eigen veldwerk werden gefilmd.
In 1938-39 ging Tindale een samenwerking met Joseph Birdsell van Harvard-universiteit aan om uitgebreid onderzoek te doen naar de aboriginesmissies over heel Australië. Tindale leidde een 18 maanden durende expeditie met Birdsell en beider echtgenotes doorheen oostelijk, zuidelijk en zuidwestelijk Australië om informatie over de Aborigines te verzamelen. Ze namen foto's en bloedstalen en interviewden meer dan 3.000 individuen. De expeditie leidde tot de controversiële theorie dat Australië door drie golven Aborigines bevolkt werd, chronologisch en fysiek van elkaar gescheiden. De expeditie leidde ook tot de publicatie van Tindales  tribale aborigineskaart in 1940 die hij in 1974 samen met zijn encyclopedische cataloog van de aboriginesstammen zou herzien. Tindales kaart van Australië werd volledig door aboriginesstammen ingepalmd met als belangrijk gevolg dat er geen sprake was van het terra nullius waar men voordien vanuit ging. In de jaren 1952-54 leidde Birdsell het tweede deel van de expeditie naar het noordwesten en noorden van Australië. Tindale maakte er deel van uit tot 1953. Daarbij werden nog eens meer dan 2.000 individuen bestudeerd. De archieven van de expedities zouden in de jaren 1980 veel betekenen voor het Aboriginal Family History Project.
In 1953 publiceerde Tindale een demografische studie over de afstammelingen van de Tasmaanse Aborigines van de straat Bass. Samen met Birdsell en Roy T. Simmons bestudeerde hij in 1963 de gevolgen van de 3.500-jarige isolatie van de Aborigines op Bentinck Island. Ze toonden er het stichtereffect en het Sewall Wrighteffect aan.
Het centrum van Australië bestudeerde Tindale tijdens de Hermannsburgexpeditie in 1929 waarbij hij van de Aranda Aborigines een totem kreeg en de 'Mbitjana skin' werd toegekend. Daardoor kon hij makkelijker met de Aborigines in centraal Australië in contact komen tijdens de daaropvolgende expedities in MacDonald Downs (1930), Cockatoo Creek (1931), Mt Liebig (1932), Mann Ranges en Ernabella (1933), Diamantina River (1934), Warburton Range (1935), Haast Bluff (1957) en Rawlinson Ranges (1963).

#### Kritiek
Voor Tindale was de gangbare visie dat de Aborigines zwervende jager-verzamelaars waren die in horden leefden. Volgens Tindale leefden de Aborigines echter hoofdzakelijk in stamverband binnen begrensde territoria. Een van de kritieken op Tindales visie is dat zijn link tussen stam en territorium te rigide was (vooral in het Western Desert cultural bloc) en hij weinig of geen rekening hield met het bestaan van dialect- en taalgroepen of de gelijkenissen en verschillen aangaande de droomtijdverhalen.
Een andere kritiek is dat hij geen reden geeft waarom hij de ene grens boven de andere - door eerdere of andere antropologen getrokken - grens verkoos. Er bestaat zelfs discussie over het al dan niet bestaan van sommige stammen zoals bijvoorbeeld de Jadira.
Naar aanleiding van het Mabo v Queensland (No 2)-arrest en de Native Title Act 1993 wordt soms gebruik gemaakt van Tindales kaart en cataloog om de eisen van de Aborigines te beoordelen. Volgens Paul Burke die er het boek Law's Anthropology over schreef wordt te veel krediet gegeven aan de oudere antropologen als Alfred Radcliffe-Brown, A.P. Elkin en Tindale en te weinig aan de visies van de moderne antropologen waardoor veel eisen verticaal geklasseerd worden. Het land van de bovenvermelde Jadira, die misschien nooit bestaan hebben, kan op die manier bijvoorbeeld niet opgeëist worden.
Er was ook kritiek op Tindales linguïstiek werk. Het zou zijn beïnvloed door zijn kennis van het Japans. Bij het spellen van aborigineswoorden zou dat ertoe hebben geleid dat hij klinkers toevoegde waar ze niet thuishoorden. Tloperi (ibis), throkeri (zeemeeuw) en pargi (wallibi) uit het Ngarrindjerri werden daardoor bijvoorbeeld tolopori, torokori en paragi.

## Tweede Wereldoorlog
Bij het uitbreken van de Tweede Wereldoorlog probeerde Tindale in dienst te treden maar werd afgekeurd vanwege zijn slechte zicht. Tindales kennis van de Japanse taal toen Japan de oorlog aanging met de Verenigde Staten maakte hem een aanwinst voor de militaire inlichtingendiensten. In 1942 trad Tindale toe tot de Royal Australian Air Force en werd de rang van 'wing commander' gegeven. Hij werd naar het Pentagon gedetacheerd en analyseerde er de impact van de bombardementen op de militaire en burgerlijke bevolking van Japan.
In 1942 werd een Air Technical Intelligence Unit (ATIU) onder het bevel van kapitein Frank T. McCoy ondergebracht in hangar 7 van de Eagle Farm Airport nabij Brisbane. Op Tindales initiatief bestudeerde de ATIU de wrakken van de Japanse bommenwerpers die werden neergehaald. Er werd zoveel mogelijk informatie gehaald uit de fabricatiegegevens en de vliegtuigen werden indien mogelijk terug geassembleerd. Op die manier kon worden uitgemaakt welke bedrijven verantwoordelijk waren voor de productie van de verschillende vliegtuigonderdelen. Vervolgens werden de productiecijfers door deductie afgeleid en werd berekend welke legeringen het Japanse leger zou tekortkomen.
Tindale speelde ook een belangrijke rol in het tot een einde brengen van de Japanse aanvallen met Fu-Go ballonbommen op de westkust van de Verenigde Staten. De forensische analyses van zijn eenheid maakten het de Amerikanen mogelijk de fabrieken in Japan, waar de bommen geproduceerd werden, te bombarderen. Jones vermeldde nog bijdragen van Tindale aan de oorlogsinspanningen:

He was instrumental in cracking the Japanese aircraft production code system, which gave the Allies reliable information as to Japanese air power. More importantly, he and his unit deciphered the Japanese master naval code.
Hij was instrumenteel in het kraken van het Japanse vliegtuigproductiesysteem waardoor de geallieerden betrouwbare informatie over de Japanse luchtmacht kregen. Van nog groter belang was dat hij en zijn eenheid de hoofdcode van de Japanse marine ontcijferden.

Tindale sprak niet graag over zijn bijdrage aan de overwinning van de geallieerden. Hij voelde zich zelfs in 1989 nog door de British Official Secrets Act gebonden.

## Prijzen
- 1956 - Verco Medal - Royal Society of South Australia
- 1968 - Australian Natural History Medallion - Field Naturalists Club of Victoria
- 1980 - John Lewis Medal - Royal Geographical Society of Australasia
- 1994 - Officer of the Order of Australia (AO) (postuum) voor zijn bijdrage aan de antropologie, meer bepaald de studie van de traditionele aboriginessamenleving.